# Base aèria d'İncirlik

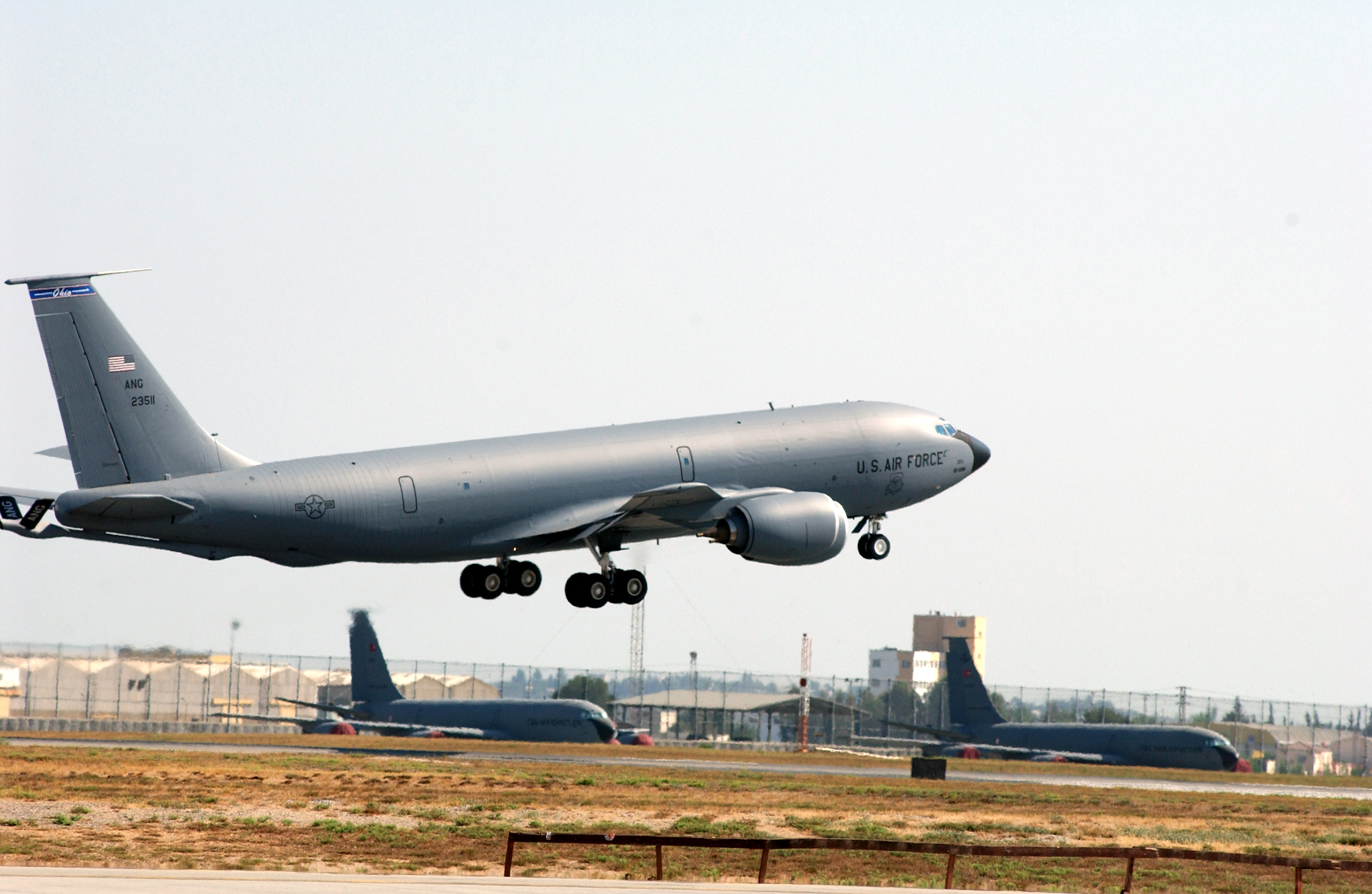
KC-135 de la Guàrdia Nacional d'Ohio a la base aèria d'Incirlik

La Base aèria d'İncirlik (en anglès Incirlik Air Base) és una base aèria a Adana, que serveix de suport a les operacions de l'OTAN. Està situada prop de la petita ciutat d'İncirlik a Turquia, a dotze quilòmetres del centre d'Adana.
El seu Codi OACI és LTAG, el seu Codi IATA és ADA.
La construcció d'aquesta base va començar el 1951 en resposta a un acord amb el govern turc i va ser declarada operacional el 1955.
Posseeix una pista principal de 3.050 metres i una altra de 2.470 metres, així com 60 hangars reforçats (HAS o Hardened Aircraft Shelters).
La unitat principal de la base és el 39th Air Base Wing.